# PKZ (Schweiz)

Plakat von Burkhard Mangold für PKZ Burger-Kehl & Co (1913)

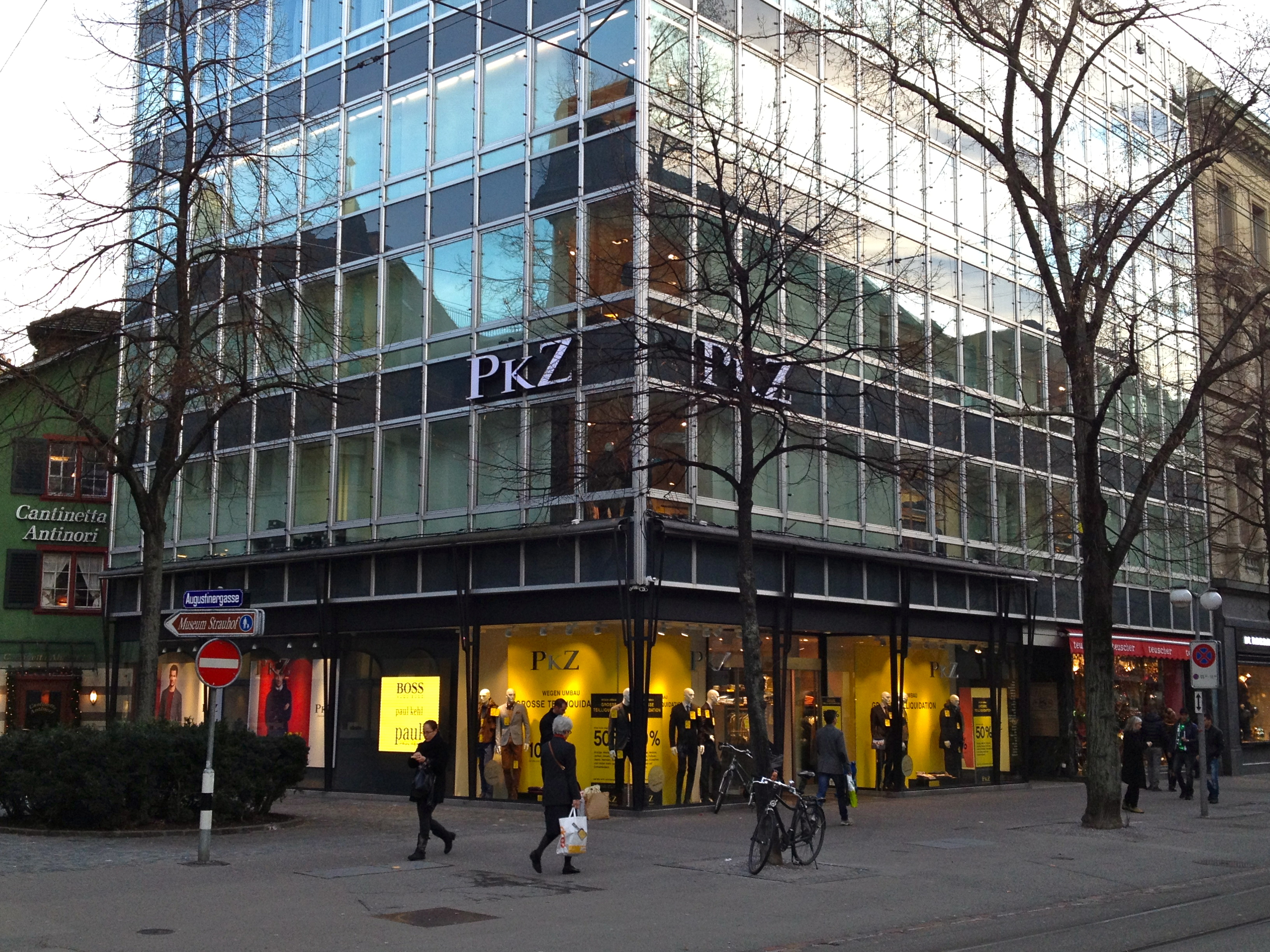
PKZ an der Bahnhofstrasse 46 in Zürich

Die PKZ-Gruppe mit Sitz in Urdorf ist eine Schweizer Modehaus-Kette.

## PKZ Burger-Kehl & Co.
Die PKZ Burger-Kehl & Co. AG ist ein Familienunternehmen im Bereich des Textilhandels. Die Abkürzung PKZ steht für «Paul Kehl Zürich». Zu der Gruppe gehören die Modehausketten PKZ Men, PKZ Women, sowie Paul Kehl, Blue Dog und der Onlineshop PKZ.CH. Feldpausch war ein eigenständiges Unternehmen, das 1997 von PKZ übernommen wurde. Paul und Paul Kehl sind die Marken, die PKZ selbst designt. Im Jahre 2011 wurde der Onlineshop der PKZ-Gruppe unter dem Namen Thelook.com eröffnet. Mit der Konzentration auf die Marken PKZ und Paul Kehl verschwanden andere Marken wie Feldpausch und Burger. Die Umfirmierung in PKZ Men & Women wurde mit der Eröffnung des 3000 m² grossen Damenmodehauses in Zürich vollzogen. 
2015 verstarb Inhaber und Verwaltungsratspräsident Olivier Burger (* 1954), ein Enkel von Karl Burger, dessen Söhne die Firma 1935 geerbt hatten. Das Unternehmen beschäftigt rund 600 Mitarbeiter.

## PKZ Men
PKZ wurde 1881 in Winterthur von Paul Kehl als Kleiderfabrik gegründet (daher auch der Name PKZ: Paul Kehl Zürich). Ab 1896 wurden erste Filialen in Basel, St. Gallen, Luzern, Lausanne, Winterthur, Zürich und Genf eröffnet. Nach dem Tode Paul Kehls 1910 übernahm der Schwiegersohn Karl Burger das Unternehmen. Damit entstand auch die neue Firma PKZ Burger-Kehl & Co. 1974 stellte PKZ die eigene Kleiderproduktion in der Schweiz ein und betreibt lediglich den Einzelhandel. Seit den 1990er Jahren hat PKZ durch die Übernahme der Filialegeschäfte der Esco Kleider AG von rund 15 Filialen auf rund 30 PKZ Men Geschäfte in der Schweiz expandiert.

## PKZ Women
PKZ Women (ehemals Feldpausch) ist eine Modehauskette, die mit 11 Filialen in der Deutschschweiz vertreten ist. 
Feldpausch wurde 1927 von Willy Feldpausch mit der Eröffnung der ersten Filiale in Basel gegründet, weitere Filialen, v. a. in Bern und Zürich, folgten in den nächsten Jahren. 1997 wurde Feldpausch von der PKZ-Gruppe übernommen und im März 2014 zu PKZ Women umbenannt.

## Paul Kehl

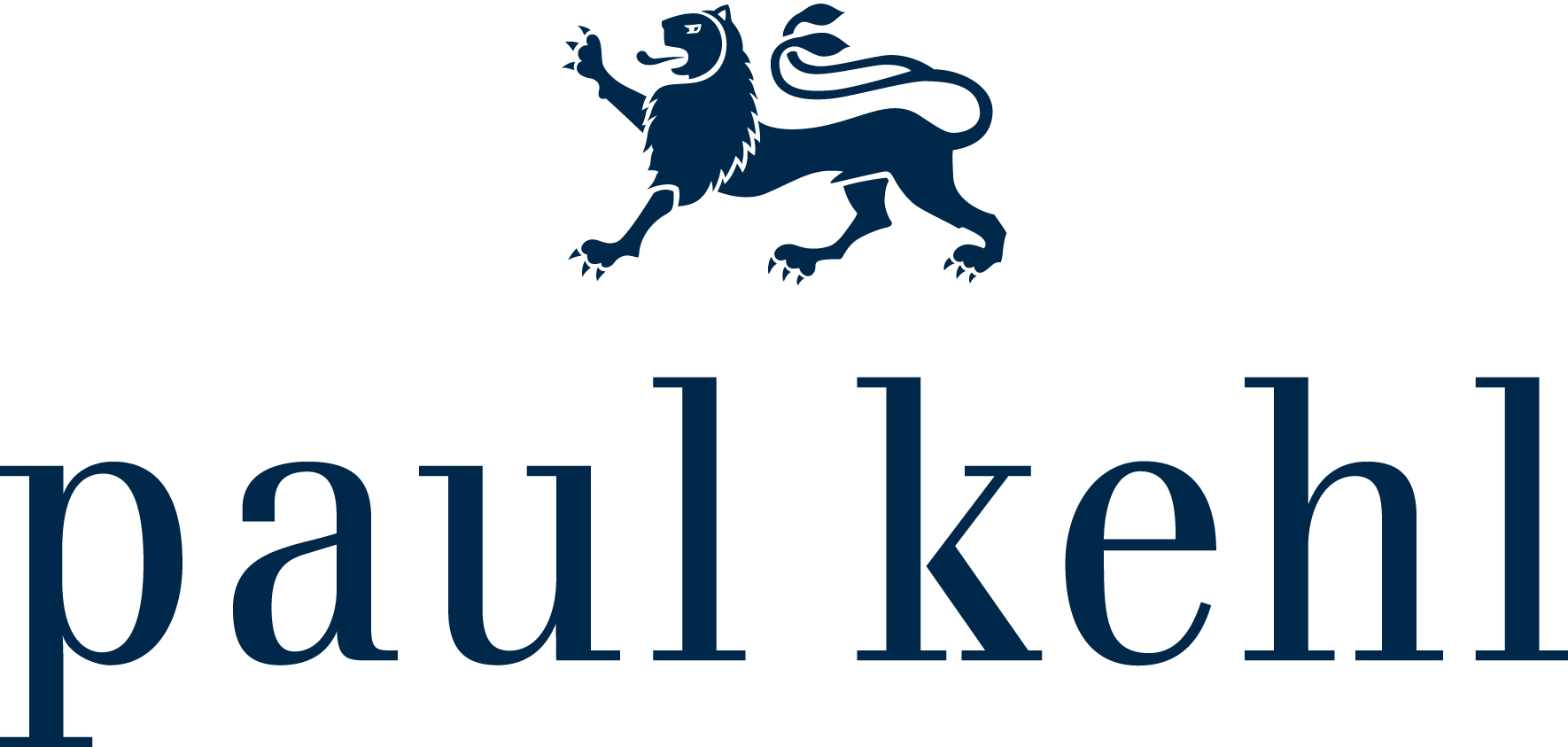
Paul Kehl

Paul Kehl und Paul sind die Labels der PKZ-Gruppe, benannt nach deren Gründer, das für Frauen und Herren produziert. Die Produkte werden in drei eigenen Geschäften in Basel, St. Gallen und Luzern sowie in rund 30 Shop-in-Shops bei PKZ Men und PKZ Women vertrieben.

## Blue Dog
1994 übernahm PKZ 24 Esco-men shop-Filialen und gliederte in Zürich die Casual-Wear Linie Blue Dog für junge Männer- und Frauenmode aus. Markenzeichen ist der blaue Hund. Ab 1995 baute PKZ die Marke in den ehemaligen Filialen der Esco-Men Shops auf und es entstanden 12 eigenständige Läden. Nach dreijährigem Bestehen wurde Blue Dog nach und nach bei PKZ und Feldpausch integriert. Blue Dog wurde allerdings wieder aufgegeben.

## PKZ.CH
PKZ.CH ist ein Fashion-Onlineshop der Schweiz mit rund 15'000 Produkten von rund 170 Modemarken. Gegründet unter dem Namen Thelook.com wurde er im März 2014 PKZ.CH umbenannt.